# Dicranomyia subamoena
Dicranomyia subamoena är en tvåvingeart som först beskrevs av Alexander 1942.  Dicranomyia subamoena ingår i släktet Dicranomyia och familjen småharkrankar. Inga underarter finns listade i Catalogue of Life.